# Preis der Leseratten
Der Preis der Leseratten war ein Literaturpreis, der von der Redaktion der ZDF-Jugendsendung Schüler-Express initiiert wurde. Der Preis wurde ohne jede Mitsprache von Erwachsenen vergeben und überlebte die Sendung um 5 Jahre (bis 1992).

## Preisträger
- Klaus Kordon, für Mit dem Rücken zur Wand
- Peter Härtling, für Krücke
- Simon Schott, für Das Bildnis der Alice Famworth
- Jan de Zanger, für Dann eben mit Gewalt
- 1979: Diana Wynne Jones, für Charmed Life
- 1980: Michael Ende, für Die unendliche Geschichte
- 1980: Dietrich Seiffert, Verlier nicht dein Gesicht
- 1981: Gudrun Pausewang, für Ich habe Hunger – ich habe Durst; Otto Steiger
- 1982: Katherine Paterson; Myron Levoy, für Der gelbe Vogel
- 1983: Wolfgang Hohlbein
- 1984: Otti Pfeiffer; Morton Rhue, für Die Welle
- 1985: Jürgen Banscherus, für Keine Hosenträger für Oya
- 1986: Urs M. Fiechtner, für Annas Geschichte
- 1986: Reinhold Ziegler, für Es gibt hier nur zwei Richtungen, Mister; Federica de Cesco
- 1987: Urs M. Fiechtner, für Mario Rosas
- 1987: Rafik Schami, für Eine Hand voller Sterne
- 1988: Werner J. Egli
- 1989: Michael Ende – Sonderpreis anlässlich des 10-jährigen Bestehens des Preises, für Der Wunschpunsch
- 1990: Rudolf Herfurtner, für Mensch Karnickel; Sigbert E. Kluwe, für Glücksvogel; Carlo Ross, für Nur Gedanken sind frei/Michel im Teufelskreis
- 1991: Urs M. Fiechtner, für Geschichten aus dem Niemandsland
- 1991: Monika Feth, für Und was ist mit mir?
- 1992: Andreas Vollstädt, für die Übersetzung des Romans Mein Land unter Wasser von Jean-Côme Noguès